# Susanino
Susanino (ros. Сусанино) – osiedle typu miejskiego w środkowej części europejskiej Rosji, na terenie obwodu kostromskiego.
Susanino leży na terenie rejonu susanińskiego, którego ośrodek administracyjny stanowi.
Miejscowość liczy 3.922 mieszkańców (1 stycznia 2005 r.). Osada istniała już w XVI wieku.